# Piero Toso
 (novembre 2019).
Si vous disposez d'ouvrages ou d'articles de référence ou si vous connaissez des sites web de qualité traitant du thème abordé ici, merci de compléter l'article en donnant les références utiles à sa vérifiabilité et en les liant à la section « Notes et références ».
Pour les articles homonymes, voir Toso (homonymie).
Piero Toso, né le 14 octobre 1937 à Ceregnano,  est un violoniste italien.

## Biographie
Né à Ceregnano, près de Rovigo, Piero Toso étudie le violon à Padoue où il est remarqué par le compositeur Silvio Omizzolo qui le surnomme El velocista (le sprinter) en raison de sa virtuosité. En 1956, il entre au conservatoire de Milan dans la classe de Luigi Ferro, l'un des maîtres de l'école italienne de violon, réputé pour ses interprétations de Vivaldi. Il étudie le piano avec Carlo Vidusso et la direction d'orchestre avec Antonino Votto. De son amitié avec Claudio Scimone et le violoniste Giovanni Guglielmo naît en 1959 I Solisti Veneti, une formation de musique de chambre qui connaîtra un succès international pour ses interprétations de musique baroque italienne.
Premier violon et violon solo d'I Solisti Veneti de 1962 à 1982, Piero Toso laisse de nombreux enregistrements discographiques réalisés pour Warner, CBS et Erato : concertos pour violon et Les Quatre Saisons (enregistrées en 1973 et 1983) de Vivaldi, concertos de Tartini, sonates d'Albinoni et de Veracini qu'il contribue à sortir de l'oubli. Fidèle au goût italien, il privilégie des interprétations pleines de liberté et d’inventivité dans la mesure et le phrasé, en accordant une large part à l'ornementation.
Professeur de violon au conservatoire Cesare Pollini de Padoue, Piero Toso fonde le quatuor Il Quartetto et participe à la création en 1966 de l'Orchestre de Padoue et de Vénétie dont il devient le chef principal de 1983 à 2001.
Il joue un violon Amati de 1660.